# Propulsione a curvatura

Rappresentazione della curvatura; si notino la contrazione dello spaziotempo prima dell'astronave, la dilatazione dietro di essa e la bolla di curvatura che racchiude il mezzo

La propulsione a curvatura (in inglese warp drive o space warp), talora tradotta anche con ipervelocità, è un tipo di propulsione immaginaria che permette alle astronavi di viaggiare a velocità superluminale, cioè superiore alla velocità della luce. La propulsione a curvatura è presente in molte opere di fantascienza, in particolare è caratteristica dell'universo di Star Trek, ed è oggetto di studi di fisica, compiuti da R. Obousy e Eric W. Davis della EarthTech International; altri studi sull'argomento sono dovuti al fisico Jared Fuchs.
Il concetto generale di propulsione a curvatura viene introdotto da John W. Campbell nel suo racconto del 1957 Islands of Space ed è stato reso popolare dal franchise di Star Trek. Il suo equivalente nella vita reale è la Metrica di Alcubierre, una soluzione teorica delle equazioni di campo della relatività generale di Albert Einstein.

## Nella realtà
Le navi a propulsione a curvatura potrebbero raggiungere velocità superluminale deformando lo spaziotempo per «avvicinare» il punto di destinazione. Nonostante qualche recente progresso sul piano teorico, come la propulsione di Alcubierre, è ancora lontano dal poter essere realizzato, e ancora più lontano è il suo utilizzo in motori spaziali.

## InStar Trek

La velocità a curvatura nella serie classica

Nel franchise di Star Trek la propulsione a curvatura è un espediente narrativo indispensabile in quanto giustifica la possibilità del viaggio interstellare "alla ricerca di nuovi mondi e nuove civiltà".

### Genesi
Nel libro di Rick Sternbach e Michael Okuda Star Trek The Next Generation - Il Manuale Tecnico viene spiegato che nel 2061 Zefram Cochrane realizza un primo prototipo definito "supergirante di fluttuazione" che consente a un veicolo senza equipaggio di viaggiare a cavallo della barriera della velocità della luce. Questo dimostrava che era possibile viaggiare alla velocità della luce senza un consumo di energia teoricamente infinito.
La genesi della tecnologia a curvatura terrestre viene poi narrata nel film Star Trek: Primo contatto: il primo motore a curvatura del pianeta Terra viene costruito in data ignota (tra il 2061 e il 2063) dal Dott. Zefram Cochrane e usato dallo stesso scienziato in un lancio di prova, il 5 aprile del 2063. Quel primo viaggio spaziale a velocità di curvatura innesca anche il primo contatto della Terra con una civiltà extraterrestre, quella vulcaniana, che dispone da secoli di tale tecnologia. All'epoca, la prassi vulcaniana era di contattare un pianeta solo dal momento in cui gli abitanti disponevano della propulsione a curvatura, sicché quando un'astronave vulcaniana di pattuglia rileva il volo del prototipo terrestre, i Vulcaniani atterrano sul pianeta: questa prassi è incorporata nella Prima direttiva della Federazione dei Pianeti Uniti, che nasce in seguito.

### Funzionamento
L'enorme quantità di energia necessaria a raggiungere la velocità di curvatura si ottiene attraverso il reattore materia/antimateria (M/AMR), da una reazione controllata tra materia e antimateria regolata attraverso i cristalli di dilitio. Le bobine di curvatura, contenute all'interno delle gondole di curvatura, ricevono dai condotti del plasma l'energia prodotta dal nucleo di curvatura e generano il campo di curvatura. Le gondole di curvatura assumono i più disparati aspetti, a volte fanno parte integrante della nave spaziale a volte rimangono all'esterno, collegate al veicolo spaziale tramite piloni. Le navi della Flotta Stellare generalmente montano le gondole su piloni di collegamento, e sono di solito dotate di collettore di Bussard piazzato in testa (fanno eccezione alcune navi di classe più recente, come la USS Defiant o il Deltaflyer della USS Voyager).
I motori a curvatura creano una distorsione spaziotemporale attorno all'astronave formando attorno a essa forze contrapposte che curvano lo spaziotempo creando un tunnel dovuto alla radiazione Čerenkov (da cui il tipico colore azzurro) fino a permettere al mezzo di viaggiare a velocità curvatura (warp speed) percorrendo così un tragitto inferiore rispetto alla distanza complessiva da coprire: infatti i motori a curvatura sostanzialmente contraggono lo spazio davanti all'astronave e lo dilatano dietro di essa. La cosa può essere spiegata in modo semplice: si immagini un elastico fissato tra due chiodi e una formica che cammini sopra di esso. Se l'elastico non viene manipolato, la formica, per andare da chiodo a chiodo, dovrà camminare per un tragitto equivalente alla lunghezza dell'elastico. Se invece lo si accorcia davanti alla formica, di conseguenza si allunga dietro di essa, come risultato si otterrà che la formica sarà andata da chiodo a chiodo camminando per un tragitto inferiore alla lunghezza complessiva dell'elastico, benché localmente non abbia potuto rilevare nessuna modifica dell'elastico.
Tuttavia, in un episodio di The Next Generation è affermato che viaggiare a velocità elevate danneggia il subspazio in modo irreparabile, causandone l'apertura. La Federazione di conseguenza limita la velocità raggiungibile a fattore 5 per ridurre i danni. In seguito verranno realizzate nuove gondole di curvatura (alcune a geometria variabile come quelle in dotazione alla Voyager) che, rendendo la bolla di curvatura più stabile a velocità elevate, ne prevengono i danni.
Il campo di curvatura (detto bolla) protegge la nave anche dagli effetti relativistici che avvengono già a velocità pari al 10% di quella della luce.

### Fattore di curvatura
La velocità di un'astronave a propulsione di curvatura è misurata dal fattore di curvatura (warp factor); la scala di misurazione non è trattata in modo uniforme nei vari episodi della serie. Nelle serie della next generation e dell'universo espanso, la scala è logaritmica e strutturata in modo che al fattore 1 corrisponda la velocità della luce (c) e al fattore 10 corrisponda velocità infinita; invece nelle serie del periodo classico si desume che la scala sia diversa dal fatto che in alcuni episodi si parla di velocità superiori al fattore 10.
La prima Enterprise in forza alla Flotta Stellare, l'Enterprise NX-01, che si vede nella serie Enterprise, raggiunge un massimo di fattore 5,5, mentre l'Enterprise D, del XXIV secolo, presente nella serie The Next Generation, viaggia a fattore 9,6 e infine la USS Voyager raggiunge curvatura 9,975.
| Fattore di curvatura | × c    | Velocità (approssimata) |
| -------------------- | ------ | ----------------------- |
| Curvatura 1          | 1      | 3,0×105 km/s            |
| Curvatura 1,5        | 3,375  | 1,0×106 km/s            |
| Curvatura 2          | 8      | 2,4×106 km/s            |
| Curvatura 3          | 27     | 8,0×106 km/s            |
| Curvatura 4          | 64     | 1,9×107 km/s            |
| Curvatura 5          | 125    | 3,7×107 km/s            |
| Curvatura 6          | 216    | 6,5×107 km/s            |
| Curvatura 7          | 343    | 1,0×108 km/s            |
| Curvatura 8          | 512    | 1,5×108 km/s            |
| Curvatura 9          | 729    | 2,2×108 km/s            |
| Curvatura 9,25       | ~791   | 2,4×108 km/s            |
| Curvatura 9,5        | ~857   | 2,6×108 km/s            |
| Curvatura 9,75       | ~926   | 2,8×108 km/s            |
| Curvatura 10         | 1.000  | 3,0×108 km/s            |
| Curvatura 11         | 1.331  | 4,0×108 km/s            |
| Curvatura 14,6       | ~3.112 | 9,3×108 km/s            |
| Curvatura 15         | 3.375  | 1,0×109 km/s            |

| Fattore di curvatura | × c                     | Velocità                                                                              |
| -------------------- | ----------------------- | ------------------------------------------------------------------------------------- |
| Curvatura 1          | 1                       | 3,0×105 km/s                                                                          |
| Curvatura 2          | 10,079                  | 3,0×106 km/s                                                                          |
| Curvatura 3          | 38,941                  | 1,2×107 km/s                                                                          |
| Curvatura 4          | 101,59                  | 3,0×107 km/s                                                                          |
| Curvatura 5          | 213,75                  | 6,4×107 km/s                                                                          |
| Curvatura 6          | 392,50                  | 1,2×108 km/s                                                                          |
| Curvatura 7          | 656,13                  | 2,0×108 km/s                                                                          |
| Curvatura 8          | 1.024                   | 3,1×108 km/s                                                                          |
| Curvatura 9          | 1.516,4                 | 4,5×108 km/s                                                                          |
| Curvatura 9,2        | 1.649                   | 4,9×108 km/s                                                                          |
| Curvatura 9,6        | 1.909                   | 5,7×108 km/s                                                                          |
| Curvatura 9,9        | 3.053                   | 9,2×108 km/s                                                                          |
| Curvatura 9,9753     | 6.000                   | 1,8×109 km/s                                                                          |
| Curvatura 9,99       | 7.912                   | 2,3×109 km/s                                                                          |
| Curvatura 9,9999     | 199.516                 | 6,0×10 km/s                                                                           |
| Curvatura 10         | {\displaystyle \infty } | A warp 10 un oggetto potrebbe occupare tutti i punti dell'universo contemporaneamente |

La formula per calcolare il rapporto tra la velocità della luce c e la velocità di curvatura vW fino al fattore di curvatura 9 è:
{\displaystyle c=vW^{10/3}}
Per velocità superiori la formula si fa più complessa:
{\displaystyle c=vW_{f}^{\left({\frac {10}{3}}+a*(-ln(10-W_{f})^{n}+f_{1}(W_{f}-9)^{5}+f_{2}(W_{f}-9))^{11}\right)}}
Dove
- {\displaystyle a=0{,}0026427347383}
- {\displaystyle n=2{,}8793843631201}
- {\displaystyle f_{1}=0{,}0627218381104}
- {\displaystyle f_{2}=0{,}3257459814315}

I dati sopraccitati comunque non rispecchiano in alcun modo le velocità osservate nella serie; molto spesso, infatti, i tempi di percorrenza suggerirebbero velocità migliaia di volte superiori a quelle riportate in tabella. Allo stato attuale non esiste una tabella "ufficiale" delle velocità. Infine, nell'ultimo episodio di The Next Generation, ambientato in un futuro alternativo, la dottoressa Beverly Crusher Picard, capitano dell'astronave medica USS Pasteur, ordina di viaggiare a curvatura 13.

### Nucleo di curvatura
Il nucleo di curvatura o 'reattore materia/antimateria' (abbr. dall'inglese MAMR, in inglese Matter/Antimatter Reactor),  conosciuto anche come camera di reazione è la parte centrale del motore a curvatura. Molti dei sistemi di una nave stellare funzionano grazie all'energia fornita dal reattore materia/antimateria, che produce un'energia superiore a quella che si sviluppa all'interno di una stella. Nel nucleo si annichiliscono materia e antimateria, sviluppando l'energia necessaria per la propulsione di velocità curvatura. Materia e antimateria sono stivate separatamente ai due estremi della sezione motori. La materia usata per alimentare i motori a curvatura è costituita da deuterio, un isotopo dell'idrogeno, che viene conservato allo stato liquido in serbatoi situati all'estremità superiore della sezione motori, per permettere un facile rifornimento e un'eventuale rapida espulsione del combustibile.
L'antimateria invece, costituita da antideuterio, è conservata in capsule cilindriche separate e indipendenti situate all'estremità inferiore dello scafo. Ognuna di queste capsule è dotata di un proprio sistema di contenimento e può essere espulsa rapidamente. Da ogni serbatoio e da ogni capsula si diramano condotti che trasportano l'antimateria al nucleo di curvatura.
Un elemento fondamentale è l'equilibrio tra contenimento e mantenimento della reazione: da un lato una reazione incontrollata tra materia e antimateria provoca un'esplosione catastrofica con il rilascio devastante di una grande quantità di energia; dall'altro lato, il tasso di reazione dell'antimateria deve essere al di sopra del 9%, altrimenti si verifica la chiusura degli iniettori di plasma e non è possibile attivare le gondole di curvatura; il tasso di reazione viene mantenuto sufficientemente alto utilizzando cristalli di Dilitio.
Nessun altro sistema di produzione di energia può competere con il nucleo di curvatura in termini di efficienza e di quantità di energia prodotta in modo controllato.

#### Componenti
- Iniettori dei reagenti
Sono posti alle estremità superiore ed inferiore del nucleo di curvatura, immettono un flusso controllato di materia e antimateria nei segmenti di costrizione magnetica che confluiscono nella camera di reazione. Questi iniettori sono regolabili secondo la potenza di reazione necessaria e richiesta. Nelle serie classica e in The Next Generation, sono posti appena sopra i segmenti di costrizione e sono singoli, nella serie Enterprise, sono posti in una camera apribile a destra della Sala Macchine, contrariamente alle serie precedenti sono cinque.
- Segmenti di costrizione magnetica
Costituiscono la parte mediana del nucleo e provvedono a fornire il supporto strutturale alla camera di reazione stessa, il contenimento della pressione per tutto il nucleo e l'allineamento del flusso dei reagenti convogliandolo verso la camera di reazione. Ogni costrittore è formato da due parti, ognuna delle quali contiene un compressore toroidale e numerose serie di bobine di costrizione magnetica. I costrittori concentrano e accelerano il flusso di materia o antimateria proveniente dagli iniettori per indirizzarlo al centro della camera di reazione.
- Camera di reazione
È il cuore pulsante della nave, al suo interno i reagenti si annichiliscono formando l'electro-plasma che permette il funzionamento dei sistemi della nave. La camera di reazione è costruita attorno a una rete di cristalli di dilitio (l'unico materiale conosciuto che non reagisce con l'AM), che consente mediante il rallentamento dell'antimateria di produrre una reazione costante e controllata. Tutta la camera è costruita con compositi di duritanio e altre leghe estremamente resistenti a calore e pressione; appositi superconduttori creano un campo di contenimento in grado di reggere una temperatura di 4 000 000 kelvin e una pressione di 200 000 atmosfere. A partire dalla seconda metà del XXIV secolo nelle camere di reazione è presente un sistema che permette la ricristallizzazione del dilitio. L'energia fornita dall'annichilazione viene divisa e inviata nei due condotti principali che escono dal nucleo di curvatura per dirigersi alle gondole di curvatura. L'energia prodotta dalla reazione viene inviata anche ad altri sistemi tramite la rete di distribuzione energetica della nave (Griglia EPS).
- Condotte di trasferimento di energia o Electro-Plasma System
Sono simili ai costrittori magnetici in quanto utilizzano anch'esse un campo di contenimento interno per trasferire il plasma da un punto all'altro. Questi canali devono percorrere distanze molto maggiori per raggiungere ogni sezione dell'astronave, dove ricaricano accumulatori e batterie che a loro volta alimentano i vari sistemi (l'unico componente alimentato direttamente dal plasma è il motore a curvatura).

#### Funzionamento
Gli iniettori prelevano i reagenti dai loro rispettivi serbatoi, dopo averli portati allo stato di particelle aeriformi li iniettano nel condotto di costrizione magnetica.
I reagenti percorrono il condotto fino a raggiungere la camera di reazione contenente i cristalli di dilitio. Qui materia e antimateria vengono in contatto, liberando plasma energetico che, mediante i condotti del plasma, viene trasferito alle gondole di curvatura.
Il plasma fornisce gran parte dell'energia necessaria al funzionamento di tutti i sistemi elettronici di bordo. Il Reattore si trova nella Sezione Ingegneria della nave stellare, in modo che l'equipaggio della sezione possa costantemente controllare l'andamento della reazione materia-antimateria.

#### Casi speciali
- In caso di accidentali fuoriuscite di plasma dal nucleo di curvatura, il personale della nave è protetto da un campo di forza che si erge automaticamente intorno al nucleo stesso.
- Quando i danni si rivelano tali da non poter più controllare la reazione di interscambio, il nucleo di curvatura può essere espulso dalla nave tramite un portello posto sulla parte inferiore della Sezione Ingegneria, in modo da detonare all'esterno del vascello.
- Il tasso di reazione dell'antimateria deve essere al di sopra del 9%, altrimenti gli iniettori di plasma si chiuderebbero e non sarebbe possibile attivare le gondole di curvatura

#### Colpo di risonanza
Per produrre questo colpo di risonanza è necessario aprire un campo di curvatura simmetrico e quindi mettere in sequenza la compressione di plasma magnetico secondo la formula:
{\displaystyle D={\frac {C_{1}}{\theta \ p}}}
Per accedere al codice sequenziale, si attiva il modulo di comando e si seleziona la sequenza del plasma magnetico; una volta attivato, si immette la temperatura centrale, che deve essere abbastanza alta da provocare il colpo di risonanza ma non troppo alta per evitare conseguenze sull'equipaggio, di 3 000 000 K.
Infine, si attiva il campo di curvatura.

### Campo psionico
Il campo psionico è un campo magnetico/bioelettrico, modulato su una frequenza a onde delta. Questo campo ha forte proprietà psioniche e produce effetti psicoattivi.
Per bloccare il campo si può procedere con un colpo di risonanza nel nucleo di curvatura.